# Pilotstudie
Pilotstudie är en första provstudie som görs i en mindre skala än en fullvärdig studie. Med hjälp av pilotstudien kan man dels kontrollera att upplägget av studien är fungerande och dels samla in värden som sedan kan användas som kontrollvärden vid den fullvärdiga studien.